# Franz Steindachner
Franz Steindachner (Wenen, 11 november 1834 - Wenen, 10 december 1919) was een Oostenrijkse zoöloog.
Steindachner studeerde eerst rechten in Wenen voordat hij in 1856 met een biologiestudie begon. Hij hield zich aanvankelijk vooral bezig met fossiele vissoorten. Door zijn uitstekende werk werd hij in 1860 benoemd tot hoofdconservator van de collectie vissen van het Naturhistorisches Museum Wien (natuurhistorisch museum in Wenen) en een jaar later ook van de collecties amfibieën en reptielen.
Zijn eerste reizen op zoek naar nieuw materiaal voor de collecties waren naar Spanje, Portugal, de Canarische Eilanden en Senegal. 
Tussen 1859 en 1868 verschenen 55 ichtyologische studies en publicaties van zijn hand, bij elkaar 900 bladzijden. Steindachner werd daardoor in korte tijd een van de meest vooraanstaande ichtyologen. Tal van vissoorten zijn door hem voor het eerst beschreven. In de jaren 1890 leidde hij Oostenrijks-Hongaarse diepzee-expedities in de oostelijke Middellandse Zee, de Adriatische Zee en de Rode Zee.
Het geslacht Steindachneridion (Pimelodidae) (meervalachtigen), een door Steindachner ontdekte groep, is naar hem vernoemd, evenals het geslacht Steindachnerina en tientallen vissoorten waaronder Cathorops steindachneri, Pimelodella steindachneri, Luciobarbus steindachneri en Varicorhinus steindachneri.
- Bibliothèque nationale de France: cb105140099 (data)
- CiNii: DA12346705
- Gemeinsame Normdatei: 117246794
- International Standard Name Identifier: 0000 0001 1977 9075
- Library of Congress Control Number: n87142969
- Nationale Bibliotheek van Tsjechië: xx0086394
- Nationale Bibliotheek van Israël: 987007358181405171
- Nationale Bibliotheek van Polen: a0000002323114
- Nederlandse Thesaurus van Auteursnamen: 242695078
- RKD-Nederlands Instituut voor Kunstgeschiedenis: 484962
- SNAC: w6zs43wv
- Système universitaire de documentation: 150601700
- Museum of New Zealand Te Papa Tongarewa: 42901
- Virtual International Authority File: 40150792
- WorldCat: E39PBJcrgrFQdgtqJK6KmKj9jC